# Связывание данных
Связывание данных — процесс, который устанавливает соединение между UI (пользовательским интерфейсом) приложения и бизнес-логикой. Если настройки и уведомления установлены правильно, данные отражают изменения, когда они сделаны. Это может также значить, что когда UI изменяется, лежащие в его основе данные будут отражать эти изменения.
Это термин, ссылающийся на WPS, но не специфичный для языка программирования или платформы, хотя он часто используется с Java и XML. В качестве примера, изменение в элементе TextBox может изменить соответствующее базовое значение данных.

## Фреймворки и инструментарий связывания данных

### Delphi
- LiveBindings
- DSharp — сторонний инструментарий связывания данных
- OpenWire Visual Live Binding — сторонний инструментарий визуального связывания данных

### C#
- Windows Presentation Foundation

### JavaScript
- Generic Data Binder
- Backbone.js
- KnockoutJS
- BindingJS
- AngularJS
- Vue.js

### Java
- Android Data Binding